# محمد طاهر راضي
محمد طاهر بن عبد الله بن راضي المالكي الجناجي النجفي (17 يونيو 1904 - ديسمبر 1979/ يناير 1980) (4 ربيع الآخر 1322 - صفر 1400) فقيه شيعي وشاعر عراقي. ولد في الكوفة ونشأ في النجف وتتلمذ على والده. درس في المدرسة الإيرانية وتخرّج بها. ثم لازم بعض كبار علماء عصره فدرس الأصول والفقه الجعفري، حتى أجيز بإجازة الاجتهاد عام 1938. تميّز بمرحه ونكتته الحاضرة وشعره السهل اللطيف غير المتكلّف. له عدة قصائد ومقطوعات تضمنتها ترجمته في كتاب شعراء الغري، وله ديوان مخطوط، ذكره الفتلاوي. توفي في النجف.

## سيرته
ولد محمد طاهر بن عبد الله بن راضي بن المالكي الجناجي النجفي يعرف أيضًا بـآل راضي أو آل الشيخ راضي سنة في مدينة الكوفة في يوم الرابع من ربيع الثاني عام 1322 هـ/ 1904 م. نشأ في النجف وتتلمذ على والده. دخل المدرسة الإيرانية بالنجف وتخرج فيها، ثم قرأ المقدمات الأدبية والعلمية على بعض علماء عصره، ثم قرأ السطوح فقهًا وأصولاً على غيرهم، كما حضر الأبحاث العالية فقهًا وأصولاً، وحضر الفلسفة، حتى أجيز بالاجتهاد والرواية عام 1938. أُستاذاه العالمان الغروي الإصفهاني وضياء الدين العراقي. من أساتذته آخرون محمد حسين الغروي النائيني ومحمد رضا آل ياسين ومحمد حسن المظفر وعبد الهادي الشيرازي ومحمد تقي الآملي وحسن الموسوي البجنوردي وصدر الدين البادكوبي وأبو الحسن المشكيني وفتاح التبريزي وقاسم محي الدين وعبد الرسول الجواهري وعلي الإيرواني ومحمد طه الحويزي.

عمل بالتدريس وتخرج عليه جمع من طلاب العلم. من تلامذته حسين بحر العلوم، ومحمد حسن آل ياسين وعبد الحسين المظفر ومهدي السماوي وباقر شريف القرشي ومحمد كاظم الطريحي وهادي آل راضي.
توفي في مدينة النجف في شهر صفر عام 1400 هـ/ 1980 م.

## شعره
ذكره عبد العزيز البابطين في معجمه وقال:

## مؤلفاته
- بداية الوصول في شرح كفاية الأُصول، 9 مجلّدات
- شرح المختصر النافع
- تقريرات درس الشيخ الغروي الإصفهاني
- تقريرات درس الشيخ محمّد رضا آل ياسين
- تعليقة على المكاسب
- ديوان شعر